# Сарг
Сарг, або морський карась великий (Diplodus sargus) — риба родини спарових. Тіло високе, сильно стисле з боків; за формою тіла нагадує прісноводного карася. Спинний плавець один, дуже довгий. Рот з тупими зубами, форма їх така ж, як у кутніх зубів травоїдних тварин. Луска велика. Колір тіла сріблястий, з темними поперечними смужками. У деяких особин на тілі є великі чорні плями неправильної форми. Звичайна довжина 15 — 20 сантиметрів при вазі до 200—250 . Найбільша довжина не перевищує 33 сантиметрів. Водиться в Чорному, Середземному морях та по Східному узбережжю Атлантичного океану. Тримається великими зграями на глибинах від 3 до 50 метрів. Здебільшого зустрічається біля берегів Кавказу й східних берегів Кримського півострова. Зрідка зустрічається в Азовському морі, у північних берегів Чорного, у районі Одеси. Живиться переважно, дрібними ракоподібними, молюсками.